# Сержиха
Сержиха (каз. Сержиха) — упразднённое село в Глубоковском районе Восточно-Казахстанской области Казахстана. Входило в состав Фрунзенского сельского округа. Ликвидировано в 1999 г.